# Commune II (Bamako)
La Commune II de Bamako est l'une des six communes du district de Bamako, capitale du Mali. 

## Géographie
La commune s'étend au centre-nord du district de Bamako, en rive gauche du fleuve Niger. 
|             | Dialakorodji |            |
| Commune III | Commune II   | Commune I  |
|             | Commune V    | Commune VI |

## Histoire
Les quartiers les plus anciens de Bamako font partie de la commune II, Niaréla, Bozola, Medina-Coura, Missira, sont urbanisés depuis l'époque coloniale, ils offrent d'agréables rues arborées de flamboyants.

## Quartiers
La commune s'étend sur 12 localités relevées lors du recensement général de 2009. 
Les quartiers les plus peuplés sont :
- Banconi (103 712 habitants)
- Doumazana (64 889 habitants)
- Boulkassoumbougou (50 931 habitants)

La commune est composée de 12 localités :
- Bagadadji
- Bakaribougou
- Bougouba
- Bozola
- Hippodrome
- Médina Coura
- Missira
- Ngomi
- Niaréla
- Quinzambougou
- TSF
- Zone industrielle

## Population
L'accroissement annuel de la population communale est de 2,2 % pendant la période 1998-2009.
| 1976   | 1987    | 1998    | 2009    |
| ------ | ------- | ------- | ------- |
| 90 895 | 109 352 | 126 353 | 159 360 |

## Politique
| Période | Maire élu ou PSD       | Parti politique, fonction            |
| ------- | ---------------------- | ------------------------------------ |
| 2009    | Youssouf Coulibaly     | Adéma-Pasj                           |
| 2016    | Cheick Abba Niaré      | RPM                                  |
| 2024    | Aminata Dramane Traoré | Présidente de la délégation spéciale |

## Monuments

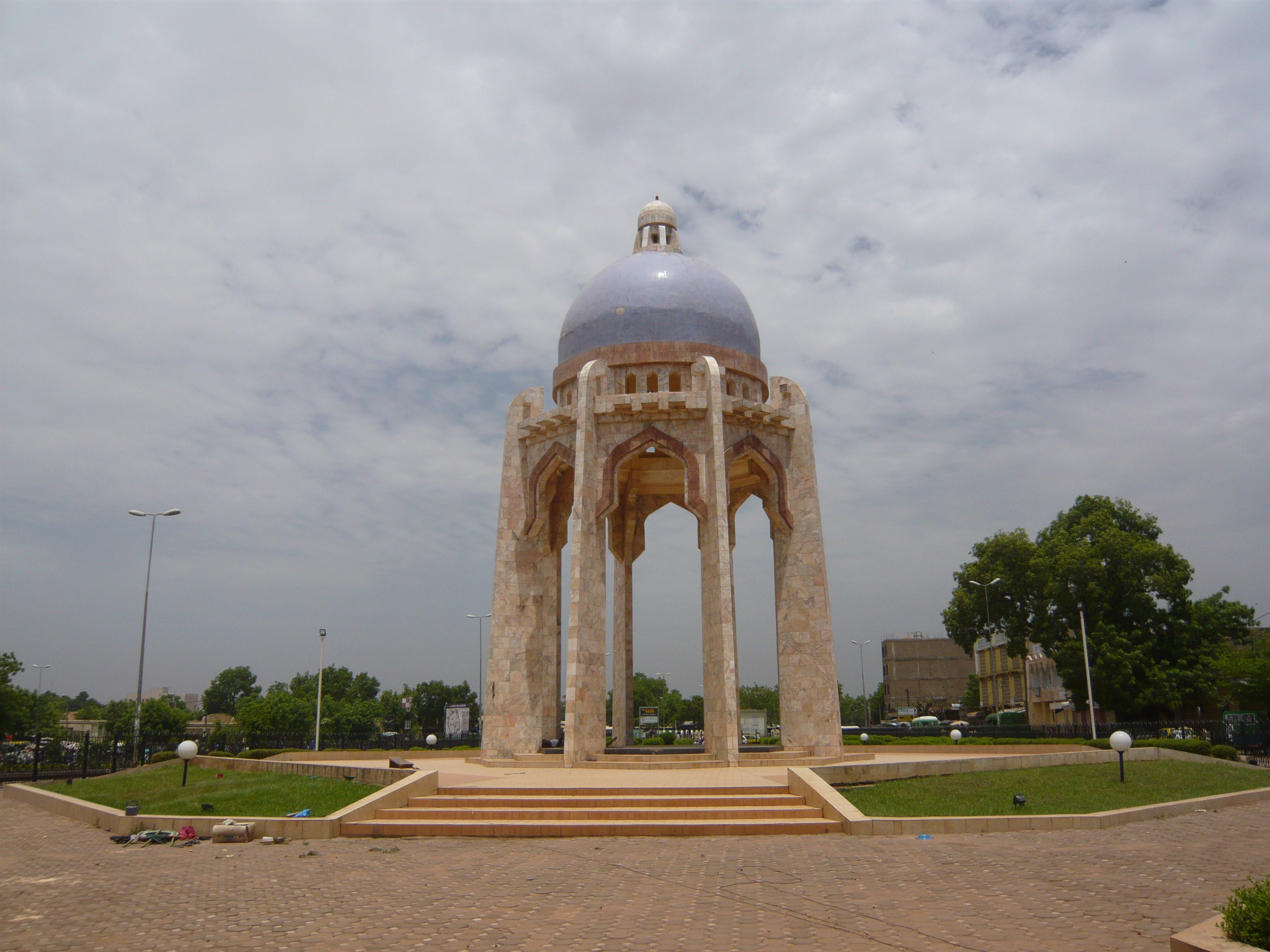
Monument Al Qoods

- Monument Al Qoods, Médina Coura

## Ambassades
- Ambassade de Chine, avenue Al Qoods.

## Sports
L'hippodrome de la fédération malienne de hippisme se trouve au nord de la route de Koulikoro (RN 27).
L'Association sportive Onze Créateurs de Niaréla est un club de sports fondé en 1963 basé à Niaréla (Commune II), évoluant en première division (Ligue 1) du championnat du Mali de football.

## Transports
Gare de Bamako sur le Chemin de fer de Dakar au Niger.